# Sphenomorphus simus
Sphenomorphus simus är en ödleart som beskrevs av  Sauvage 1879. Sphenomorphus simus ingår i släktet Sphenomorphus och familjen skinkar. Inga underarter finns listade i Catalogue of Life.